# Reinhold Weege
Reinhold Weege (n. 23 decembrie 1949, Chicago, Illinois – d. 1 decembrie 2012, La Jolla, California) a fost un scriitor, producător și regizor american de televiziune.
Weege a scris pentru mai multe seriale de televiziune, inclusiv Barney Miller și M*A*S*H. În 1981, a creat sitcom-ul de scurtă durată Park Place. În 1984, a creat sitcom-ul Night Court, care a rulat nouă sezoane pe NBC. Weege deținea Starry Night Productions, care a produs Night Court până în 1989, când Weege a părăsit seria după șase sezoane. El a produs pilotul de sitcom nevândut Nikki and Alexander în 1989. El a fost nominalizat la patru Premii Emmy în timpul carierei sale, unul pentru Barney Miller și trei pentru Night Court.

## Moarte
Weege a murit la 1 decembrie 2012 la vârsta de 62 de ani în La Jolla, California, din cauze naturale.
Actorul John Larroquette, care a jucat procurorul Night Court Dan Fielding, i-a adus un omagiu lui Weege într-o postare pe Twitter: "In life there are those who impact us with such force everything changes. Reinhold Weege was that in mine. May he truly rest in peace".